# 국제 테니스 명예의 전당
국제 테니스 명예의 전당(International Tennis Hall of Fame)은 미국 로드아일랜드 뉴포트의 뉴포트 카지노에 위치한 비영리 목적의 테니스 명예의 전당이자 박물관이다.

## 역사

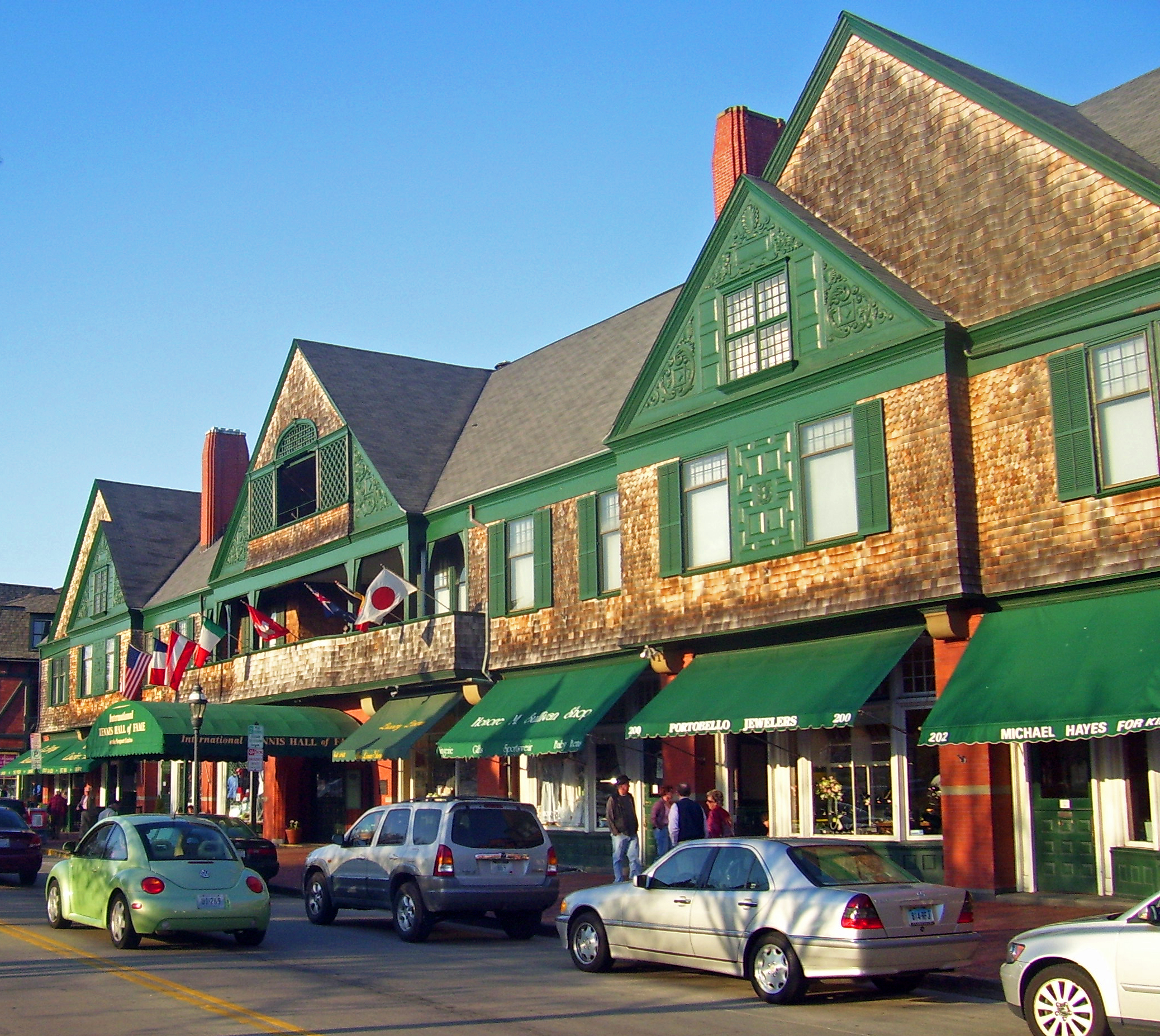
뉴포트 카지노의 모습.

국제 테니스 명예의 전당은 1880년 제임스 고든 베넷 주니어(James Gordon Bennett, Jr.)에 의해 설립된 종합 위락시설이었던 뉴포트 카지노에에 위해 운영되고 있다. 전해져 오는 일화에 따르면 베넷은 그의 손님이자 영국 근위대 장교였던 헨리 오거스터스 "슈가" 캔디(Henry Augustus "Sugar" Candy)와 내기를 했는데, 내기 내용은 캔디가 말을 타고 뉴포트의 유명한 클럽이었던 리딩 룸(the Reading Room) 클럽의 현관까지 갈 수 있을 것인가 하는 것이었다. 캔디가 내기에서 이겼지만 리딩 룸 클럽의 운영자들은 이 내기를 탐탁치 않게 여겼다. 불같은 성격을 지녔던 베넷은 이에 화가 나 곧 자신만의 클럽을 만드는 일에 착수했고, 그것이 훗날 뉴포트 카지노가 되었다.
20세기 초반은 뉴포트 카지노에 있어 험난한 시기였다. 대공황으로 인한 경기의 침체는 뉴포트를 요양을 위한 여름 리조트 수준으로 전락하게 만들었다. 처음에는 사교 클럽을 목표로 하고 시작되었던 카지노는 재정적인 어려움을 겪었고, 1950년대에 이르러서는 거의 절망적인 상태에 이르게 되어서, 뉴포트 카지노는 수많은 다른 위락시설들처럼 소단위의 현대식 상업시설로 쪼개질 수도 있는 상황이 되었다.
이러한 위기에서 뉴포트 카지노를 구해준 아이템이 테니스였다. 미국 론 테니스 협회(the United State Lawn Tennis Association)는 협회의 첫 번째 챔피언십 대회를 1881년 뉴포트 카지노에서 개최했으며, 이 대회는 1914년까지 지속되었다. 이때부터 테니스는 테니스는 뉴포트 카지노의 가장 인기있는 서비스가 되었다.
제임스 밴앨런(James Van Alen)이 경영에 참여하면서 1954년 그는 뉴포트 카지노에 테니스 명예의 전당을 설립하였다. 이 시설은 오늘날 세계에 남아있는 가장 뛰어난 빅토리아 양식의 건축물 중 하나로 여겨지며, 카지노 극장을 제외한 대부분의 시설이 매우 잘 보존되어 있다.
국제 테니스 명예의 전당은 1954년에 밴앨런에 의해 '위대한 선수들의 성소'를 만들고자 하는 취지에서 설립되었다. 그는 1957년 명예의 전당 회장으로 선출되기도 했다. 국제 테니스 명예의 전당은 세계에서 가장 규모가 크고 잘 갖춰진 테니스 박물관 중 하나이다. 이 시설은 1954년 미국 테니스 협회(USTA)에 의해 인가되었으며, 1986년부터는 국제 테니스 연합(ITF)으로부터도 공식적으로 인정받기 시작했다. 1955년 최초의 헌액자가 나온 이래 2007년 현재 전 세계 18개국의 200여 명의 헌액자수를 기록하고 있다.

## 전시물
박물관은 처음 설립된 때부터 현대에 이르는 시기의 각종 테니스 관련 유품 및 기록물(비디오, 사진, 음성 기록, 테니스 용구 및 의상, 트로피, 예술작품 등)을 전시하고 있다. 소장품들은 약 1200평방미터에 이르는 박물관 공간에 연도별로 정리되어 있다.

## 역대 헌액자

### 공헌자
| 이름                   | 국적           | 헌액년도 |
| ---------------------- | -------------- | -------- |
| 러스 애덤스            | 미국           | 2007     |
| 조지 애디              | 미국           | 1964     |
| 로런스 베이커          | 미국           | 1975     |
| 필리프 샤트리에        | 프랑스         | 1992     |
| 잔니 클레리치          | 이탈리아       | 2006     |
| 버드 콜린스            | 미국           | 1994     |
| 조지프 컬먼 3세        | 미국           | 1990     |
| 앨리슨 댄지그          | 미국           | 1968     |
| 허먼 데이비드          | 영국           | 1998     |
| 도널드 델              | 미국           | 2009     |
| 데이비드 그레이        | 영국           | 1985     |
| 클래런스 그리핀        | 미국           | 1970     |
| 구스타브 5세           | 스웨덴         | 1980     |
| 글래디스 헬드먼        | 미국           | 1979     |
| 윌리엄 헤스터          | 미국           | 1981     |
| 러마 헌트              | 미국           | 1993     |
| 페리 존스              | 미국           | 1970     |
| 로버트 J. 켈러허       | 미국           | 2000     |
| 앨 레이니              | 미국           | 1979     |
| 마크 매코맥            | 미국           | 2008     |
| 줄리언 미릭            | 미국           | 1963     |
| 아서 닐슨              | 미국           | 1971     |
| 메리 유잉 아우터브리지 | 미국           | 1979     |
| 유진 스콧              | 미국           | 2008     |
| 테드 틴링              | 영국           | 1986     |
| 브라이언 토빈          | 오스트레일리아 | 2003     |
| 제임스 밴앨런          | 미국           | 1965     |
| 월터 클롭턴 윙필드     | 영국           | 1997     |

### 선수
| 이름                      | 국적                           | 헌액년도 |
| ------------------------- | ------------------------------ | -------- |
| 앤절라 모티머 배럿        | 영국                           | 1993     |
| 폴린 베츠 애디            | 미국                           | 1965     |
| 프레드 알렉산더           | 미국                           | 1961     |
| 윌머 앨리슨               | 미국                           | 1963     |
| 마누엘 알론소             | 스페인                         | 1977     |
| 맬컴 앤더슨               | 오스트레일리아                 | 2000     |
| 앤드리 애거시             | 미국                           | 2011     |
| 아서 애시                 | 미국                           | 1985     |
| 줄리엣 앳킨슨             | 미국                           | 1974     |
| 헨리 오스틴               | 영국                           | 1997     |
| 트레이시 오스틴           | 미국                           | 1992     |
| 보리스 베커               | 독일                           | 2003     |
| 칼 베어                   | 미국                           | 1969     |
| 폴린 베츠                 | 미국                           | 1965     |
| 비외른 보리               | 스웨덴                         | 1987     |
| 장 보로트라               | 프랑스                         | 1976     |
| 레슬리 터너 바우리        | 오스트레일리아                 | 1997     |
| 존 브롬위치               | 오스트레일리아                 | 1984     |
| 노먼 브룩스               | 오스트레일리아                 | 1977     |
| 루이즈 브로               | 미국                           | 1967     |
| 메리 캔들 브라운          | 미국                           | 1957     |
| 자크 브뤼뇽               | 프랑스                         | 1976     |
| 얼 벅홀츠 주니어          | 미국                           | 2005     |
| 돈 버지                   | 미국                           | 1964     |
| 마리아 부에누             | 브라질                         | 1964     |
| 메이 서튼 번디            | 미국                           | 1956     |
| 메이블 케이힐             | 아일랜드                       | 1976     |
| 올리버 캠벨               | 미국                           | 1955     |
| 로지 카살스               | 미국                           | 1996     |
| 맬컴 체이스               | 미국                           | 1961     |
| Chambers, Dorothea        | 영국                           | 1981     |
| 마이클 창                 | 미국                           | 2008     |
| 도러시 체니               | 미국                           | 2004     |
| 클래런스 클라크           | 미국                           | 1983     |
| 조지프 클라크             | 미국                           | 1955     |
| Clothier, William         | 미국                           | 1956     |
| 앙리 코셰                 | 프랑스                         | 1976     |
| 모린 코널리               | 미국                           | 1968     |
| 지미 코너스               | 미국                           | 1998     |
| 애슐리 쿠퍼               | 오스트레일리아                 | 1991     |
| 짐 쿠리어                 | 미국                           | 2005     |
| 마거릿 코트               | 오스트레일리아                 | 1979     |
| 잭 크로퍼드               | 오스트레일리아                 | 1979     |
| 스벤 다비드손             | 스웨덴                         | 2007     |
| 드와이트 F. 데이비스      | 미국                           | 1956     |
| 로티 도드                 | 영국                           | 1983     |
| Doeg, John                | 미국                           | 1962     |
| 로런스 도허티             | 영국                           | 1980     |
| 레지 도허티               | 영국                           | 1980     |
| 야로슬라브 드로브니       | 체코                           | 1983     |
| 제임스 드와이트           | 미국                           | 1955     |
| 마거릿 듀폰트             | 미국                           | 1967     |
| 프랑수아즈 뒤르           | 프랑스                         | 2003     |
| 스테판 에드베리           | 스웨덴                         | 2004     |
| 로이 에머슨               | 오스트레일리아                 | 1982     |
| 피에르 에츠바스테르       | 프랑스                         | 1978     |
| 크리스 에버트             | 미국                           | 1995     |
| Falkenburg, Bob           | 미국/브라질                    | 1974     |
| 닐 프레이저               | 오스트레일리아                 | 1984     |
| 셜리 프라이               | 미국                           | 1970     |
| 찰스 갈랜드               | 미국                           | 1969     |
| 판초 곤잘레스             | 미국                           | 1968     |
| 비치 그랜트               | 미국                           | 1972     |
| Gibson, Althea            | 미국                           | 1971     |
| 이본 굴라공 콜리          | 오스트레일리아                 | 1988     |
| 슈테피 그라프             | 독일                           | 2004     |
| 해럴드 해킷               | 미국                           | 1961     |
| 엘런 핸설                 | 미국                           | 1965     |
| 달린 하트                 | 미국                           | 1973     |
| 도리스 하트               | 미국                           | 1969     |
| 밥 휴잇                   | 오스트레일리아/남아공          | 1992     |
| 루 호드                   | 오스트레일리아                 | 1980     |
| 해리 호프먼               | 오스트레일리아                 | 1978     |
| Hovey, Fred               | 미국                           | 1974     |
| 조 헌트                   | 미국                           | 1966     |
| 프랭크 헌터               | 미국                           | 1961     |
| 헬렌 제이컵스             | 미국                           | 1962     |
| 빌 존스턴                 | 미국                           | 1958     |
| 앤 헤이던 존스            | 영국                           | 1985     |
| 빌리 진 킹                | 미국                           | 1987     |
| 얀 코데시                 | 체코슬로바키아                 | 1990     |
| Koželuh, Karel            | 체코슬로바키아                 | 2006     |
| 잭 크레이머               | 미국                           | 1968     |
| 르네 라코스트             | 프랑스                         | 1976     |
| Larned, William           | 미국                           | 1956     |
| 아트 라슨                 | 미국                           | 1956     |
| 로드 레이버               | 오스트레일리아                 | 1981     |
| 이반 렌들                 | 체코슬로바키아/미국            | 2001     |
| Lenglen, Suzanne          | 프랑스                         | 1978     |
| 조지 롯                   | 미국                           | 1964     |
| Mako, Gene                | 미국                           | 1973     |
| Mallory, Molla            | 노르웨이                       | 1958     |
| 하나 만들리코바           | 체코슬로바키아/ 오스트레일리아 | 1994     |
| 앨리스 마비               | 미국                           | 1964     |
| 앨러스터 마빈             | 미국                           | 1973     |
| Martin, William McChesney | 미국                           | 1982     |
| 댄 매스컬                 | 영국                           | 1996     |
| 존 매켄로                 | 미국                           | 1999     |
| 켄 맥그레거               | 오스트레일리아                 | 1999     |
| 캐슬린 매케인 고드프리    | 영국                           | 1978     |
| 척 매킨리                 | 미국                           | 1986     |
| 모리스 매클로플린         | 미국                           | 1957     |
| 프루 맥밀런               | 남아프리카공화국               | 1992     |
| 돈 맥닐                   | 미국                           | 1965     |
| 헬렌 윌리스 무디          | 미국                           | 1969     |
| 엘리자베스 무어           | 미국                           | 1971     |
| 앤절라 모티머             | 영국                           | 1993     |
| 가드너 멀로이             | 미국                           | 1972     |
| 로버트 머리               | 미국                           | 1958     |
| 일리에 나스타시           | 루마니아                       | 1991     |
| 마르티나 나브라틸로바     | 체코슬로바키아/미국            | 2000     |
| 존 뉴컴                   | 오스트레일리아                 | 1986     |
| 야니크 노아               | 프랑스                         | 2005     |
| 야나 노보트나             | 체코                           | 2005     |
| 한스 뉘슬라인             | 독일                           | 2006     |
| Nuthall, Betty            | 영국                           | 1977     |
| 알렉스 올메도             | 페루/미국                      | 1987     |
| 라파엘 오수나             | 멕시코                         | 1979     |
| 세라 팰프리               | 미국                           | 1963     |
| 프랭크 파커               | 미국                           | 1966     |
| 제럴드 패터슨             | 오스트레일리아                 | 1989     |
| 버지 패티                 | 미국                           | 1977     |
| 시어도어 펠               | 미국                           | 1966     |
| 프레드 페리               | 영국                           | 1975     |
| 톰 페팃                   | 영국                           | 1982     |
| 니콜라 피에트란젤리       | 이탈리아                       | 1986     |
| 에이드리언 퀴스트         | 오스트레일리아                 | 1984     |
| 패트릭 라프터             | 오스트레일리아                 | 2006     |
| 데니스 랠스턴             | 미국                           | 1987     |
| 어니스트 렌쇼             | 영국                           | 1983     |
| 윌리엄 렌쇼               | 영국                           | 1983     |
| 빈센트 리처즈             | 미국                           | 1961     |
| 낸시 리치                 | 미국                           | 2003     |
| 보비 리그스               | 미국                           | 1967     |
| 토니 로체                 | 오스트레일리아                 | 1986     |
| 엘런 루스벨트             | 미국                           | 1975     |
| 로즈 머빈                 | 오스트레일리아                 | 2001     |
| 켄 로즈월                 | 오스트레일리아                 | 1980     |
| 도러시 라운드             | 영국                           | 1986     |
| 엘리자베스 라이언         | 미국                           | 1972     |
| 가브리엘라 사바티니       | 아르헨티나                     | 2006     |
| 피트 샘프러스             | 미국                           | 2007     |
| 마누엘 산타나             | 스페인                         | 1985     |
| 딕 새빗                   | 미국                           | 1976     |
| Schroeder, Ted            | 미국                           | 1966     |
| Sears, Eleonora           | 미국                           | 1968     |
| 리처드 시어스             | 미국                           | 1955     |
| 프랭크 세지먼             | 오스트레일리아                 | 1979     |
| 판초 세구라               | 에콰도르                       | 1984     |
| Seixas, Vic               | 미국                           | 1971     |
| 팸 슈라이버               | 미국                           | 2002     |
| 프랭크 실즈               | 미국                           | 1964     |
| 헨리 슬로컴               | 미국                           | 1955     |
| 스탠 스미스               | 미국                           | 1987     |
| 프레드 스톨               | 오스트레일리아                 | 1985     |
| 빌 탤버트                 | 미국                           | 1967     |
| 빌 틸던                   | 미국                           | 1959     |
| Tingay, Lance             | 영국                           | 1982     |
| 버사 타운센드             | 미국                           | 1974     |
| 토니 트래버트             | 미국                           | 1970     |
| Van Ryn, John             | 미국                           | 1963     |
| 아란차 산체스 비카리오    | 스페인                         | 2007     |
| 기예르모 빌라스           | 아르헨티나                     | 1991     |
| 엘즈워스 바인스           | 미국                           | 1962     |
| 고트프리트 폰 크람        | 독일                           | 1977     |
| 모드 바거월릭             | 미국                           | 1958     |
| 홀컴 워드                 | 미국                           | 1956     |
| 왓슨 워슈번               | 미국                           | 1965     |
| 맬컴 휘트먼               | 미국                           | 1955     |
| 헤이즐 호치키스 와이트먼  | 미국                           | 1957     |
| 매츠 빌랜더               | 스웨덴                         | 2002     |
| 앤서니 와일딩             | 뉴질랜드                       | 1978     |
| R. 노리스 윌리엄스        | 미국                           | 1957     |
| 시드니 우드               | 미국                           | 1964     |
| 로버트 렌                 | 미국                           | 1955     |
| 빌스 라라이트             | 미국                           | 1956     |
| 버지니아 웨이드           | 영국                           | 1989     |
| 마리 와그너               | 미국                           | 1969     |

### 역대 헌액자 국적 통계
| 국가             | 헌액자수 |
| ---------------- | -------- |
| 미국             | 119      |
| 오스트레일리아   | 25       |
| 영국             | 24       |
| 프랑스           | 10       |
| 스웨덴           | 5        |
| 독일             | 4        |
| 스페인           | 4        |
| 체코             | 4        |
| 남아프리카공화국 | 2        |
| 브라질           | 2        |
| 아르헨티나       | 2        |
| 이탈리아         | 2        |
| 노르웨이         | 1        |
| 뉴질랜드         | 1        |
| 덴마크           | 1        |
| 루마니아         | 1        |
| 멕시코           | 1        |
| 아일랜드         | 1        |
| 에콰도르         | 1        |
| 페루             | 1        |